# Pallacanestro Trieste 2004 2011-2012
Questa voce raccoglie le informazioni riguardanti la Pallacanestro Trieste nelle competizioni ufficiali della stagione 2011-2012.